# Кесаева, Ксения Никифоровна
Ксения Никифоровна Кесаева (15 февраля 1919 год — 2007 год) — швея-мотористка Орджоникидзевской швейной фабрики имен Кирова Министерства лёгкой промышленности РСФСР, Северо-Осетинская АССР. Герой Социалистического Труда (1971).
Родилась в 1919 году в крестьянской семье в селе Заки. Участвовала в Великой Отечественной войне. После демобилизации трудилась швеёй-мотористкой на Орджоникидзевской швейной фабрике имени Кирова.
Досрочно выполнила задания Восьмой пятилетки (1966—1970) и личные социалистические обязательства. Указом Президиума Верховного Совета СССР от 5 апреля 1971 года «за выдающиеся успехи в досрочном выполнении заданий пятилетнего плана и большой творческий вклад в развитие производства тканей, трикотажа, обуви, швейных изделий и другой продукции легкой промышленности» удостоена звания Героя Социалистического Труда с вручением ордена Ленина и золотой медали «Серп и Молот».
Была наставницей рабочей молодёжи.
Скончалась в 2007 году.